# Billy Mitchell (jazzmusicus)
Billy Mitchell (Kansas City, 3 november 1926 – Rockville Centre, 18 april 2001) was een Amerikaanse jazzsaxofonist.

## Biografie
Mitchell groeide op in Detroit. Op 6-jarige leeftijd kreeg hij pianoles, later kwamen daar de klarinet en de saxofoon bij. Zijn professionele carrière begon op 17-jarige leeftijd in de band van Nat Towles. In 1948 werd hij lid van Lucky Millinders band in New York. Daarnaast werkte hij met Milt Buckner, Gil Fuller en Jimmy Lunceford en was hij in 1949 voor een korte poos lid van Woody Hermans band.
In 1950 keerde hij terug naar Detroit, waar hij met Tommy Flanagan, Thad Jones en Elvin Jones een eigen band formeerde. In 1956/1957 was hij lid van Dizzy Gillespies Big Band, van 1958 tot 1961 in het Count Basie Orchestra. Daarna leidde hij tot 1964 een band met Al Grey en werkte hij van 1967–1968 weer met Count Basie. Daarna trad hij in 1963 en 1970 op in Europa met de bigband van Kenny Clarke en Francy Boland. Sinds 1975 werkte hij weer met Gillespie.
Sinds de jaren 1970 concentreerde hij zich toenemend op het onderwijzen. Hij werkte mee bij het project Jazzmobile in Harlem en gaf seminaries aan de Hofstra University en de Yale University. Tot in de jaren 1990 ondernam hij tournees door Europa en Japan en trad hij regelmatig op in Sonny's Place, een restaurant in Seaford.
Begin jaren 1940 werkte Mitchel nu en dan als acteur, o.a. in de film The Bank Dick van W.C. Fields. Tijdens de jaren 1970 produceerde hij de film The Marijuana Affair, waarin de tromboniste Melba Liston een optreden had.

## Discografie
- 1962: This Is Billy Mitchell Featuring Bobby Hutcherson met Dave Burns, Clarence Anderson, Otis Finch, Bobby Hutcherson, Herman Wright, Billy Wallace
- 1963: Little Juicy
- 1973: Ragtime Recycled
- 1977: Now's the Time met Roland Prince, Wes Belcamp, Earl May, Ron Turso, Al Beldini
- 1980: De Lawd's Blues met Benny Bailey, Tommy Flanagan, Rufus Reid, Jimmy Cobb
- 1978: Colossus of Detroit met Barry Harris, Sam Jones, Walter Bolden
- 1980: Night Flight to Dakar

- Bibsys: 1007296
- Biblioteca Nacional de España: XX1572530
- Bibliothèque nationale de France: cb13955950d (data)
- Gemeinsame Normdatei: 134585054
- International Standard Name Identifier: 0000 0001 0717 8512
- Library of Congress Control Number: n81002375
- MusicBrainz: f68fd028-bb56-4d29-8d44-12d2979068d4
- Nederlandse Thesaurus van Auteursnamen: 099868792
- Système universitaire de documentation: 080826636
- Virtual International Authority File: 10039865
- WorldCat: E39PBJrcj3BXPtrMPPyfvqKWXd